# 高恩妃
高恩妃（韓語：고은비，1992年11月23日—2014年9月3日），艺名EunB，韓國女歌手。在2013年3月7日，以五人團體Ladies' Code的成員正式出道，在队内担任第三主唱、副領舞、饒舌歌手，被粉絲稱為是該團內最美的成員。
在2014年9月3日凌晨，在韓國嶺東高速公路發生車禍，送醫途中不治身亡，得年21歲。

## 生平
恩妃出生于韩国首爾，并在翰林艺术高中就读。
SBS主播，金晟准（译音）是恩妃的亲戚，此消息已获得其经纪公司Polaris Entertainment的认证。

### 出道
在2013年2月27日，其经纪公司的官方YouTube帐号发布了恩妃的出道預告影片。同年3月7日，Ladies' Code首張迷你專輯《CODE #01 壞女孩》全線發行，并在Mnet M! Countdown的出道舞台中第一次亮相及正式出道。

### 车祸逝世
2014年9月3日凌晨，Ladies' Code乘坐的車輛在嶺東高速公路發生車禍，據警方工作人員透露，其乘坐車輛在嶺東高速公路距離仁川43公里處撞上防護墻，警方調查報告認定駕駛違規行駛，車速過快又逢天雨路滑致使車禍發生。事故發生時車上的Ladies' Code五名成員及化粧師和司機共七人，每人受傷程度不同。這起車禍事故主因是後輪打滑後脫落，再加上坐在後座的恩妃當時沒有繫安全帶，因此受到更強大的撞擊力，導致恩妃當場昏倒失去意識，在送醫不久後即停止呼吸，不幸身亡，年僅21歲。
恩妃過世後，為了完成高恩妃生前想拿一位的心願，Ladies' Code粉絲和網友們攜手刷音源，因為第二張迷你專輯《CODE #02 Pretty! Pretty!》的收錄曲「I'm Fine Thank You」中的歌詞提及到「就這樣過了一天，就只有今天 I cry，希望你永遠幸福 Good bye」表達了粉絲沉重的心情，所以使此曲登上共9個音源網站即時榜的一位，包括：Melon、Bugs、Genie、Monkey3和Olleh Music。
9月5日，恩妃的靈堂設立在高麗大學安岩醫院，曾發生車禍的「Super Junior」、「Dal★Shabet」、「BESTie」等團陸續到場致哀，而受較輕傷的成員Ashley和Zuny亦有到場，恩妃9月5日的早上8時出殯，火葬後骨灰安厝京畿道廣州市盆唐天城追悼公園。
9月7日，另一名成员權梨世於韓國時間上午10時10分因傷勢過重離開人世。經紀公司表示：「3日凌晨的車禍造成了梨世頭部嚴重的損傷，雖然醫院方面盡最大努力搶救但最終沒有挽救回她的生命，從日本趕來的母親和公司的職員們在梨世身旁陪她走完了最後一程。」權梨世去世時年僅23歲。梨世的靈堂定在高麗大學安岩醫院葬禮儀式場301和302號，與恩妃的靈堂在一起。

## 作品

### 專屬綜藝節目
| 日期   | 節目名稱                        | 备注               |
| 2013年 | 《The Reality of Ladies' Code》 | 与Ladies' Code成员 |

### 綜藝節目
| 日期   | 電視台     | 節目名稱              | 备注               | 集數 |
| 2013年 | SBS        | 《一周的偶像》        | 与Ladies' Code成员 | 8    |
| 2013年 | SBS        | 《挑戰千曲》          | 与昭政             | 255  |
| 2013年 | MBC        | 《Weekly Idol》       | 与Ladies' Code成员 | 117  |
| 2014年 | Arirang TV | 《After School Club》 | 与Ladies' Code成员 | 49   |
| 2014年 | MBC        | 《Idol School》       | 与Ladies' Code成员 | 7    |
| 2014年 | Arirang TV | 《New Secret Box》    | 与Ladies' Code成员 | 2720 |

## 外部連結
- 高恩妃的X（前Twitter）
- LADIES' CODE官方網站
- LADIES' CODE官方YouTube
- LADIES' CODE官方Facebook （页面存档备份，存于）
- LADIES' CODE官方Twitter （页面存档备份，存于）
- LADIES' CODE官方me2day
- Polaris官方YouTube （页面存档备份，存于）
- Polaris官方網站